# رايان دوس سانتوس
رايان أماندا دوس سانتوس (بالبرتغالية: Rayanne Amanda dos Santos؛ مواليد 8 يونيو 1995) هو مُقاتلة فنون قتالية مختلطة برازيلية.

## وصلات خارجية
- Rayanne dos Santos على موقع يو إف سي (الإنجليزية)
- Rayanne dos Santos على موقع شيردوغ (الإنجليزية)
- Rayanne dos Santos على موقع Tapology.com (الإنجليزية)
- Rayanne dos Santos على موقع فايت ماتريكس (الإنجليزية)
- Rayanne dos Santos على موقع إي إس بي إن (الإنجليزية)